# La señora Miniver
La señora Miniver (Mrs. Miniver), también distribuida como Rosa de Abolengo, es una película dramático-romántica de guerra estadounidense de 1942 dirigida por William Wyler y protagonizada por Greer Garson y Walter Pidgeon. Basada en el personaje de la ama de casa creada por Jan Struther en 1937 para un serial de un diario, la película muestra la vida de una modesta ama de casa británica en la Inglaterra rural afectada por la Segunda Guerra Mundial.
Producida y distribuida por Metro-Goldwyn-Mayer, la película cuenta con un elenco que incluyó a Teresa Wright, May Whitty, Reginald Owen, Henry Travers, Richard Ney y Henry Wilcoxon.
La señora Miniver ganó seis premios de la Academia, incluyendo mejor película, mejor director para Wyler, mejor actriz para Garson y mejor actriz de reparto para Wright. En 1950, se filmó una secuela llamada The Miniver Story, donde Garson y Pidgeon retomaron sus papeles originales.
En 2006, la película fue clasificada número 40 en la lista del American Film Institute como uno de los filmes más inspiradores de todos los tiempos. En 2009, fue incluida en el National Film Registry por la Biblioteca del Congreso de Estados Unidos por ser "cultural, histórica o estéticamente" significativa.

## Argumento
Kay Miniver (Greer Garson) y su familia viven una cómoda vida en una casa llamada "Starlings" en Belham, una aldea ficticia a las afueras de Londres. La casa tiene un gran jardín, con un embarcadero privado que da al río Támesis en el que está amarrada una lancha de motor que pertenece a su devoto esposo, Clem (Walter Pidgeon), un exitoso arquitecto. Tienen tres hijos: los jóvenes Toby (Christopher Severn) y Judy (Clare Sandars), y un hijo mayor, Vin (Richard Ney), un estudiante de la Universidad de Oxford. La casa, además, cuenta con una empleada doméstica, Gladys (Brenda Forbes) y Ada, la cocinera (Marie De Becker).
A medida que se avecina la Segunda Guerra Mundial, Vin regresa de la universidad y conoce a Carol Beldon (Teresa Wright), nieta de Lady Beldon (May Whitty) del cercano Beldon Hall. A pesar de los desacuerdos iniciales, que contrastan principalmente la actitud idealista de Vin respecto a las diferencias de clase con el altruismo práctico de Carol, se enamoran. Vin le propone a Carol frente a su familia en casa, después de que su hermano menor lo empuja a dar una propuesta menos romántica, pero más honesta. A medida que la guerra se acerca a su hogar, Vin siente que debe "hacer su parte" y se alista en la Royal Air Force, calificando como piloto de combate. Está apostado en una base cerca de la casa de sus padres, y puede señalar su regreso seguro de las operaciones a sus padres, haciendo un sonido particular con su motor mientras vuela sobre la casa. Junto con otros propietarios de barcos, Clem se ofrece como voluntario para tomar su lancha a motor, el Starling, para ayudar en la evacuación de Dunkerque.
Temprano una mañana, Kay, incapaz de dormir ya que Clem aún está lejos, vagabundea hacia el embarcadero. Ella se sorprende al descubrir a un piloto nazi herido (Helmut Dantine) escondido en su jardín, y la lleva a la casa a punta de pistola. Exigiendo comida y un abrigo, el piloto afirma agresivamente que el Tercer Reich vencerá sin piedad a sus enemigos. Ella lo alimenta, lo desarma con calma cuando se desmaya, y luego llama a la policía. Poco después, Clem regresa a casa, exhausto, de Dunkerque.

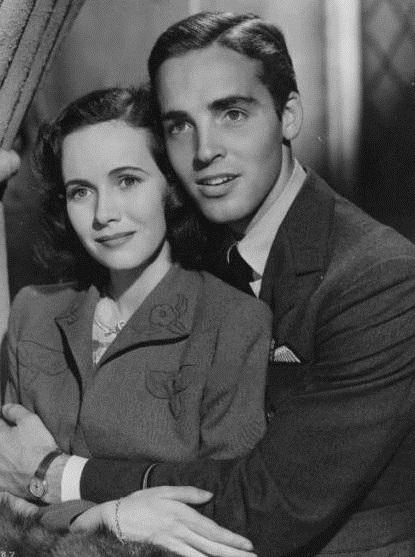
Teresa Wright y Richard Ney en una imagen publicitaria del filme.

Lady Beldon visita a Kay para tratar de convencerla de que convenza a Vin de no casarse con Carol a causa de la juventud comparativa de su nieta, quien tiene dieciocho años. Kay le recuerda a la anciana que ella también había sido joven cuando se casó con su difunto marido. Lady Beldon admite la derrota y se da cuenta de que sería inútil intentar detener el matrimonio. Vin y Carol se casan; Carol ahora también se convirtió en la Sra. Miniver, y regresan de su luna de miel en Escocia. Un tema clave es que ella sabe que es probable que Vin sea asesinado en acción, pero el breve amor llenará su vida. Más tarde, Kay y su familia se refugian en su refugio antiaéreo en el jardín durante un ataque aéreo, e intentan distraer sus mentes del aterrador bombardeo leyendo Las aventuras de Alicia en el país de las maravillas, a lo que Clem se refiere como una "historia encantadora". Apenas sobreviven cuando una bomba destruye parte de su hogar. Los Minivers toman el daño con indiferencia.
En el espectáculo anual de flores del pueblo, Lady Beldon ignora silenciosamente la decisión de los jueces de que su rosa es la ganadora, anunciando que la rosa presentada por el jefe de estación local, el Sr. Ballard (Henry Travers), nombrada como la "Sra. Miniver", como la ganadora. Mientras suenan las sirenas antiaéreas y los aldeanos se refugian en los sótanos de Beldon Hall, Kay y Carol llevan a Vin al aeródromo para unirse a su escuadrón. En su viaje de vuelta a casa, ambas son testigos de la batalla entre los aviones de combate. Por seguridad, Kay detiene el automóvil y ven un avión alemán estrellarse. Kay se da cuenta de que Carol ha sido herida por el fuego de ametralladora del avión y la lleva de vuelta a Starlings. Ella muere unos minutos después de llegar a casa, devastando a Kay. Cuando Vin regresa de la batalla, ya sabe la terrible noticia: irónicamente, él es el sobreviviente y ella es la que ha muerto.
Los aldeanos se reúnen en la iglesia gravemente dañada donde su vicario afirma su determinación en un poderoso sermón:

Nosotros, en esta esquina de Inglaterra hemos sufrido la pérdida de seres queridos. Algunos, cercanos a esta iglesia. George West, del coro. James Ballard, jefe de estación y orgulloso ganador, una hora antes de su muerte del trofeo Beldon Cup por su hermosa rosa Miniver. Y nuestros corazones acompañan en el pésame a las dos familias que comparten la pérdida de una joven que se casó en este altar hace dos semanas. Los hogares de muchos han sido destruidos y las vidas de jóvenes y ancianos han sido arrebatadas. Quedan pocos hogares que no hayan sido heridos en el corazón. ¿Y por qué? Seguramente se habrán hecho esta pregunta. ¿Por qué tiene que ser esta gente la que sufra? Niños, ancianos, una joven disfrutando de su amor. ¿Por qué ellos? ¿Son ellos nuestros soldados ¿Son nuestros guerreros? ¿Por qué deben de ser sacrificados? Les diré por qué. Porque esta guerra no es sólo para soldados en uniforme, es también del pueblo. De todo el pueblo. Y hay que luchar, no sólo en el campo de batalla, sino en las ciudades y en los pueblos. En las fábricas y en las granjas. En el hogar y en el corazón de cada hombre, mujer y niño que ame la libertad. Hemos enterrado a nuestros muertos pero no les olvidaremos. En vez de eso, nos animarán con una determinación indestructible a liberarnos y a los que vengan después de nosotros de la tiranía y el terror que amenaza con destruirnos. Es la guerra del pueblo. Es nuestra guerra. Nosotros somos los guerreros. Luchemos, pues. Luchemos con todo lo que tenemos. Y que Dios defienda a los justos.

Una solitaria Lady Beldon se encuentra en el banco de la iglesia de su familia. Vin se mueve para pararse junto a ella, unidos en una tristeza compartida, mientras los miembros de la congregación se levantan y cantan estoicamente «Onward, Christian Soldiers», mientras que a través de un enorme agujero en el techo de la iglesia bombardeada se puede ver vuelo tras vuelo de combatientes de la Royal Air Force saliendo para enfrentar al enemigo.

## Elenco
- Greer Garson como Kay Miniver.
- Walter Pidgeon como Clem Miniver.
- Teresa Wright como Carol Beldon.
- May Whitty como Lady Beldon.
- Reginald Owen como Foley.
- Henry Travers como el Sr. Ballard
- Richard Ney como Vin Miniver.[nota 1]
- Henry Wilcoxon como el vicario[nota 2]
- Christopher Severn como Toby Miniver.
- Brenda Forbes como Gladys.
- Clare Sandars como Judy Miniver.
- Marie De Becker como Ada.
- Helmut Dantine como el piloto nazi.
- Peter Lawford como un piloto (sin créditos).

## Producción
La película entró en preproducción en el otoño de 1940, cuando Estados Unidos aún se mantenía neutral en la guerra; y mientras el guion fue escrito, el país cada vez se fue acercando más a participar del conflicto. Como resultado, las escenas se reescribieron para reflejar la perspectiva cada vez más probritánica y antialemana de los estadounidenses. La escena en la que la Sra. Miniver se enfrenta a un piloto nazi desmayado en su jardín, por ejemplo, se hizo cada vez más confrontativa en cada nueva versión del guion. Fue filmado inicialmente antes del ataque a Pearl Harbor de diciembre de 1941, que hizo entrar a Estados Unidos a la guerra. Después del ataque, la escena fue filmada nuevamente para reflejar el espíritu nuevo y duro de una nación en guerra. La diferencia clave fue que en la nueva versión de la escena, filmada en febrero de 1942, a la Sra. Miniver se le permitió golpear al piloto en la cara. La película fue lanzada 4 meses después.
Wilcoxon y el director William Wyler "escribieron y reescribieron" el sermón de la escena final, la noche anterior a la grabación de la secuencia. Convertido en propaganda antiguerra, mostrando los peligros que está provocando ésta, el discurso "tuvo tal impacto que fue utilizado en esencia por el presidente Franklin D. Roosevelt como un constructor de la moral y parte de él fue la base para folletos impresos en varios idiomas que cayeron sobre territorio enemigo y ocupado". Roosevelt utilizaría la película con fines propagandísticos.

## Recepción

### Crítica
En 2006, la película fue catalogada como la número 40 de las películas estadounidenses más inspiradoras por el American Film Institute. En 2009, La señora Miniver fue incluida en el National Film Registry por la Biblioteca del Congreso de Estados Unidos:

Este conmovedor melodrama ambientado en tiempos de guerra retrata de manera notable la clásica "flema británica" y el coraje de una familia inglesa de clase media (liderada por Greer Garson y Walter Pidgeon) en medio del caos de los bombardeos y las pérdidas familiares. El icónico homenaje de la película a los sacrificios en el frente doméstico, dirigido de manera emotiva por William Wyler, contribuyó significativamente a generar apoyo en Estados Unidos para sus aliados británicos. 

### Taquilla
La película superó todas las expectativas, recaudó $5.358.000 en los Estados Unidos y Canadá (la más alta para cualquier película de Metro-Goldwyn-Mayer en ese momento) y $ 3.520.000 en el extranjero. En el Reino Unido, fue nombrada la mejor atracción de taquilla de 1942. El lanzamiento teatral inicial le dio a  Metro-Goldwyn-Mayer una ganancia de $ 4.831.000, su película más rentable del año.
De los 592 críticos de cine sondeados por la revista estadounidense The Film Daily, 555 la nombraron la mejor película de 1942.

### Premios y nominaciones
Para la 15.ª ceremonia de los Premios Óscar, La señora Miniver fue nominada a doce premios, ganando seis.
| Año  | Categoría                         | Receptor                                                                                    | Resultado |
| ---- | --------------------------------- | ------------------------------------------------------------------------------------------- | --------- |
| 1942 | Película sobresaliente            | Metro-Goldwyn-Mayer                                                                         | Ganadora  |
| 1942 | Mejor director                    | William Wyler                                                                               | Ganador   |
| 1942 | Mejor actor                       | Walter Pidgeon                                                                              | Nominado  |
| 1942 | Mejor actriz                      | Greer Garson                                                                                | Ganadora  |
| 1942 | Mejor actor de reparto            | Henry Travers                                                                               | Nominado  |
| 1942 | Mejor actriz de reparto           | Teresa Wright                                                                               | Ganadora  |
| 1942 | Mejor actriz de reparto           | May Whitty                                                                                  | Nominada  |
| 1942 | Mejor guion                       | George Froeschel, James Hilton, Claudine West y Arthur Wimperis                             | Ganadores |
| 1942 | Mejor fotografía (blanco y negro) | Joseph Ruttenberg                                                                           | Ganador   |
| 1942 | Mejor sonido                      | Departamento de sonido de Metro-Goldwyn-Mayer (Douglas Shearer, director de sonido)         | Nominado  |
| 1942 | Mejor montaje                     | Harold F. Kress                                                                             | Nominado  |
| 1942 | Mejores efectos especiales        | A. Arnold Gillespie (fotográfico), Warren Newcombe (fotográfico) y Douglas Shearer (sonido) | Nominados |